# Arden (roman)
Pour les articles homonymes, voir Arden.
Arden est un roman de Frédéric Verger paru le 22 août 2013 aux éditions Gallimard.

## Historique du roman
Arden est le premier roman publié de son auteur. Il est retenu dans les premières listes de quinze livres en lice pour le prix Goncourt 2013 et successivement intégré aux trois différentes sélections. Il est finalement battu, le 4 novembre 2013, au douzième tour d'un scrutin très serré par quatre voix contre six à Au revoir là-haut de Pierre Lemaitre. Il est cependant lauréat de la Liste Goncourt : le choix polonais.
En 2014, il reçoit le prix Thyde-Monnier de la Société des gens de lettres, le prix Mémoire Albert-Cohen, le prix Michel-Dard, le prix Goncourt du premier roman ainsi que le prix Valery-Larbaud,.

## Résumé
L'histoire se déroule sur fond de Seconde Guerre mondiale en Marsovie, une principauté imaginaire d'Europe centrale. Les deux personnages centraux sont deux amis, Alexandre de Rocoule, gérant du palace d'Arden, « homme à femmes à la gaité féroce, à la générosité égoïste », et Salomon Lengyel, veuf mélancolique et introverti. Tous deux ont une passion commune : l'opérette. Ils ont d'ailleurs tenté la rédaction, toujours inachevée, de plusieurs morceaux. Quand le pays est occupé par les nazis, qui commencent la persécution des juifs, les deux amis réagissent en écrivant une opérette, qui apparaît à Alexandre comme une possibilité de sauver la vie à Salomon et à sa fille Esther – dont il est amoureux.

## Éditions
- Éditions Gallimard[5], 2013  (ISBN 978-2-07-013973-6).
  - Traduction en polonais par Jacek Giszczak publiée fin 2014 à Varsovie par les éditions Noir sur Blanc.
- Coll. « Folio » no 5875, éditions Gallimard, 2015,  (ISBN 9782070462407).